# Brightonia
Brightonia is een geslacht van uitgestorven zee-egels uit de familie Somaliasteridae.

## Soorten
- Brightonia macfadyeni Kier, 1957 †